# Castalius rosimon
A Castalius rosimon a boglárkalepkék (Lycaenidae) családjában a boglárka-rokonúak (Polyommatini) nemzetségébe sorolt Castalius nem típusfaja.

## Származása, elterjedése
Dél-Ázsiában él a kontinensen Indiától Thaiföldig és Nyugat-Malajziáig), a szigetvilágban Srí Lankától a Fülöp-szigetekig. A Szunda-szigeteken egyebek közt:
- Szumátrán,
- Borneón,
- Celebeszen,
- Jáván,
- Balin és
- Timoron honos.

## Megjelenése, felépítése
Meglehetősen kis lepke; a télen röpülő példányok kisebbek a nyáriaknál. Fehér alapszínű szárnyát attól markánsan elütő, szabálytalan és igen változékony alakú fekete pöttyök mintázzák.

## Életmódja, élőhelye
Erdei tisztásokon, erdőszegélyeken és irtásokon, repül; gyakran a virágoskertekben is feltűnik a tengerszinttől mintegy 1000 m-ig.
A hernyók tápnövényei a bengefélék (Rhamnaceae) Paliurieae nemzetségcsoportjába tartozó Zizyphus és Paliurus nemzetségek fajai.
Az imágók napos időben kivételesen gyorsan és akrobatikusan röpülnek virágról virágra, csukott, függőlegesen álló (borús vagy párás időben félig nyitott) szárnyakkal meg-megpihenve a bokrok ágvégein. Főleg a Tridax fajok és egyéb, kis termetű lágyszárúak virágaiból táplálkoznak. Késő délután a fűben térnek nyugovóra.